# Selahattin Çelik
Selahattin Çelik (* 1957 in der Türkei) ist ein in Deutschland lebender türkisch-kurdischer Schriftsteller und Journalist. Das zeitweise ZK-Mitglied der PKK ist heute einer der Sprecher der kurdischen „Nationalen Demokratischen Initiative“. 

## Leben
In den 1970er/80er Jahren arbeitete der Journalist Çelik noch für diverse PKK-nahe Medien wie Özgür Gündem, Özgür Politika oder den Fernsehsender MED-TV, allerdings bereits mit der Haltung des kritischen Intellektuellen. Diese Zusammenarbeiten brachen nach seinem Austritt aus der PKK und seiner Emigration in die Bundesrepublik Deutschland 1982 ab. Von Deutschland aus war Çelik dennoch weiter journalistisch tätig.
1999 wurde Çelik von vier Jugendlichen in seiner Kölner Wohnung zusammengeschlagen und schwer verletzt. Viele kurdische Organisationen in Deutschland, insbesondere die europäische Organisation der PKK-Frontorganisation ERNK, haben diesen Überfall, der in Zusammenhang mit Çeliks PKK-kritischer Haltung gebracht wurde, verurteilt und sich von ihm distanziert.
Çeliks Buch Den Berg Ararat versetzen (2004/2007) über „die politischen, militärischen, ökonomischen und gesellschaftlichen Dimensionen des aktuellen kurdischen Aufstands“ erschien im Frankfurter Zambon-Verlag sowohl in türkischer als auch in deutscher Sprache. Bereits 1998 erschien sein Verbrecher Staat: der „Susurluk-Zwischenfall“ und die Verflechtung von Staat, Unterwelt und Konterguerilla in der Türkei auf Deutsch. 1999 veröffentlichte der Mezopotamien Verlag Çeliks Buch Türkische Konterguerilla: Die Todesmaschine.